# 巴巴加努吉
巴巴加努吉（Moutabbal或Baba ghanoush），又稱巴巴咖奴氏、巴巴嘎努吉，是用茄泥、橄欖油、柠檬汁、蒜泥、芝麻酱制成的一种前菜，一般和皮塔餅一同食用，流行在黎凡特地区，尤其是叙利亚。这个名称的来源不明，baba ghanoush的字面意思是“放纵的父亲”，但ghanoush也可能是人名。
傳統作法將茄子放在火上烤熟，使它產生煙燻味。

## 變化
在波斯灣阿拉伯國家會另外加入孜然和香菜籽。在以色列，麻醬被替換成美乃滋。
這道菜在埃及以及歐美國家，大多被稱為Baba ghanoush，但是在原產地黎凡特，這道菜叫作Moutabbal，而Baba ghanoush指的是另一道菜，不加麻醬，而是加入蕃茄和石榴糖漿。
1. ↑  巴巴加努什 （页面存档备份，存于）—愛荷華州立大學
2. ↑  一樣茄養百種人 （页面存档备份，存于）—泰国世界日报
3. ↑  穆斯林世界的“巴巴”②：中东美食“巴巴·嘎努吉”与宗教性 （页面存档备份，存于）—澎湃新聞